# Ciszouka (przystanek kolejowy)
Ciszouka (biał. Цішоўка; ros. Тишовка) – przystanek kolejowy w miejscowości Ciszouka, w rejonie mohylewskim, w obwodzie mohylewskim, na Białorusi. Położony jest na linii Osipowicze - Mohylew - Krzyczew.